# Архиепархия Либревиля
 Архиепархия Либревиля  (лат. Archidioecesis Liberopolitana) — архиепархия Римско-Католической церкви с центром в городе Либревиль, Габон. В митрополию Либревиля входят епархии Франсвиля, Муилы, Оема, Порт-Жантиля. Кафедральным собором архиепархии Либревиля является церковь Успения Пресвятой Девы Марии.

## История
22 января 1842 года Святой Престол учредил апостольскую префектуру Двух Гвиней и Сан-Томе-и-Принсипи. 3 октября 1842 года Римский папа Григорий XVI выпустил бреве «De universi dominici gregis», которым преобразовал апостольскую префектуру Двух Гвиней и Сан-Томе-и-Принсипи в апостольский викариат.
10 октября 1855 года, 13 апреля 1858 года и 28 августа 1860 года апостольский викариат Двух Гвиней и Сан-Томе-и-Принсипи передал часть своей территории новым апостольским викариатам Островов Аннобон, Кориско и Фернандо Поо (сегодня — Архиепархия Малабо), Сьерра-Леоне (сегодня — Архиепархия Фритауна) и Дагомеи (сегодня — Архиепархия Лагоса).
6 февраля 1863 года апостольский викариат Двух Гвиней и Сан-Томе-и-Принсипи был разделён на апостольские викариаты Сенегамбии (сегодня — Архиепархия Дакара) и Двоих Гвиней.
27 сентября 1879 года и 2 мая 1884 года апостольский викариат Двух Гвиней передал часть своей территории новым апостольским префектурам Золотого Берега (сегодня — Архиепархия Кейп-Коста) и Нигера (сегодня — Архиепархия Бенин-Сити).
18 марта 1890 года апостольский викариат Двух Гвиней передал часть своей территории в пользу возведения апостольской префектуры Камеруна (сегодня — Архиепархия Яунде) и в этот же день был переименован в апостольский викариат Габона.
10 июля 1947 года апостольский викариат Габона был переименован в апостольский викариат Либревиля.
14 сентября 1955 года Римский папа Пий XII выпустил буллу «Dum tantis», которой преобразовал апостольский викарита Либревиля в епархию.
11 декабря 1958 года епархия Либревиля передала часть своей территории в пользу возведения новой епархии Муилы и в этот же день буллой «Supremi illius muneris» Римского папы Иоанна XXIII была возведена в ранг архиепархии.
29 мая 1969 года и 19 марта 2003 года архиепархия Либревиля передала часть своей территории новым епархиям Оема и Порт-Жантиля.

## Ординарии архиепархии
- епископ Edward Barron (1842—1844);
- епископ Eugène Tisserant (1844—1846);
- епископ Jean-Benoît Truffet (22.09.1846 — 23.11.1847);
- епископ Jean-Rémi Bessieux (20.06.1848 — 30.04.1876);
- епископ Pierre-Marie Le Berre (7.09.1877 — 16.07.1891;)
- епископ Alexandre-Louis-Victor-Aimé Le Roy (3.07.1892 — 24.05.1896) — назначен генеральным супериором Конгрегации Святого Духа
- епископ Jean Martin Adam (16.02.1897 — 7.05.1914);
- епископ Louis Jean Martrou (7.05.1914 — 22.03.1925)%
- епископ Louis-Michel-François Tardy (4.01.1926 — 28.01.1947);
- архиепископ Jean-Jerôme Adam (10.07.1947 — 29.05.1969);
- архиепископ André Fernand Anguilé (29.05.1969 — 3.04.1998);
- архиепископ Basile Mvé Engone (3.04.1998 — 12.03.2020);
- архиепископ Jean-Patrick Iba-Ba (с 12 марта 2020 года).

## Источник
- Annuario Pontificio, Libreria Editrice Vaticana, Città del Vaticano, 2003, стр. 958, ISBN 88-209-7422-3
- Бреве De universi dominici gregis, Raffaele de Martinis Iuris pontificii de propaganda fide. Pars prima, Tomo V, Romae 1893, p. 301  (лат.)
- Булла Dum tantis, AAS 48 (1956), p. 113 Архивная копия от 27 марта 2010 на Wayback Machine  (лат.)
- Булла Supremi illius muneris Архивная копия от 15 марта 2012 на Wayback Machine  (лат.)